# Копьеносы
Копьеносы (лат. Phyllostomus) — род летучих мышей из семейства листоносых. Этимология: с древнегреческого φύλλον — «лист», στόμα — «рот». Представители рода обитают в Южной и Центральной Америке.

## Морфология
Большой копьенос — одна из крупнейших американских летучих мышей, её голова и тело длиной 100—130 мм, предплечья длиной 83—97 мм, размах крыльев ~ 457 мм, масса тела 50—142 г. Самый мелкий вид, P. discolor имеет длину головы и тела около 75 мм, его предплечья длиной 55—65 мм, масса тела 20—40 г, длина хвоста в пределах 10—25 мм. Окраска тёмно-коричневая или черновато-коричневая, серая, красновато-коричневая или каштаново-коричневая сверху и несколько бледнее снизу. Тело крепкое, уши широко расставлены. Горловая железа хорошо развита у самцов, рудиментарна у самок.

## Экология
Могут жить как у ручьев и других влажных мест, так и в сухих областях. Примерно половина образцов была поймана в лесах, другая же половина на открытых пространствах. Днюют в пещерах, дренажных трубах, дуплах деревьев, зданиях.

## Поведение, воспроизведение
Это общественные, всеядные животные. Спаривание происходит с октября по февраль, рождение детёнышей в апреле и мае. Новорождённые массой 13 г, матери носят их несколько дней, потом оставляют и улетают кормиться. Молодые становятся самостоятельными через несколько месяцев.

## Классификация
В род включают 4 вида:
- Phyllostomus discolor Wagner, 1843 — Бледный копьенос[2][3]
- Phyllostomus elongatus (E. Geoffroy, 1810) — Длиннолистый копьенос[3]
- Phyllostomus hastatus (Pallas, 1767) — Большой копьенос, или обыкновенный копьенос
- Phyllostomus latifolius (Thomas, 1901) — Гвианский копьенос[2], или широколистый копьенос[3]